# Метрополия
Метрополията, разговорно държава-майка, е висшестоящата (централна) държава по отношение на нейните зависими територии – държави, протекторати, колонии и др.. 
Използва се при описание на взаимоотношенията и влиянието, което оказва държавата майка върху зависимите от нея региони.

## Примери
В Британската империя тези връзки са предимно еднопосочни – метрополията пряко управлява и информира периферията. Кулминацията на разширението на колосалната държава е в началото на XX век с територии на всички континенти, когато империята справедливо е наричана „тази, над която слънцето никога не залязва“.
Думата на френски: métropole и на португалски: metrópole означава основната част от страната, намираща се в Европа, за разлика от нейните колонии на други континенти.
В периода на Португалската империя метрополия е била континентална Португалия (заедно с Азорските острови и Мадейра), като задморските територии се наричат ultramar (= задморски, отвъдморски). До 1975 г. португалските колонии в Африка са Ангола, Гвинея-Бисау, Кабо Верде, Мозамбик, Сао Томе и Принсипи. След обявяването на независимостта им в средата на 1970-те години терминът метрополия почти не се използва.

## Етимология
Терминът произхожда от древногръцката дума метрополис (μητρόπολις; от μήτηρ – майка, и πολης – град) за град-майка (тоест централен град на обединени селища и територии).
Някои извеждат произхода му от гръцкото μετρο (мярка, еталон)).